# John Rambo (personaggio)
John James Rambo è un personaggio immaginario, apparso per la prima volta nel romanzo Primo sangue (First Blood) dello scrittore canadese David Morrell, pubblicato nel 1972, divenuto successivamente molto popolare come protagonista dell'omonima serie cinematografica con protagonista l'attore Sylvester Stallone (uno dei ruoli che lo hanno reso celebre). In seguito è stato anche protagonista di una serie animata del 1986, dedicata ad un target anagrafico più giovane, che però ha avuto poco successo.

## Biografia del personaggio

### La guerra in Vietnam
Rambo nasce il 22 luglio 1947 a Bowie, Arizona, da Robert Rambo, di origini italiane, e Marie Drago, di etnia Navajo. Dopo essersi diplomato alla Rangeford High School, viene arruolato nell'esercito all'età di 18 anni, l'8 giugno 1965.
Viene mandato nel sud del Vietnam nel settembre 1966, rientrato nel 1967, comincia la formazione nelle forze speciali a Fort Bragg, Carolina del Nord. Dopodiché viene rimandato nel Vietnam del Nord nel 1969.
Nel novembre 1971, viene catturato dai soldati nord vietnamiti e relegato in un campo di prigionia assieme ad altri, dove viene più volte torturato. Riesce a fuggire dalla prigionia nel 1972 e successivamente viene rimandato a combattere. Nel primo film Trautman afferma che Rambo faceva parte, insieme ad altri sette, di un'unità scelta, il "Team B". Dell'unità morirono tutti i componenti in azione o in prigionia, ad eccezione dell'allora capitano Trautman, promosso e trasferito al Pentagono, di Rambo e del soldato Delmore Barry, quest'ultimo rimpatriato perché aveva contratto il cancro.

### Ritorno negli Stati Uniti
Tornato negli Stati Uniti, capisce che i cittadini non hanno apprezzato il ritorno dei reduci dal Vietnam, e lui stesso viene umiliato da un gruppo di hippy che gli gettano immondizia e lo chiamano "assassino di bambini".
Questo, unito all'esperienza in Vietnam, lo spinge a distaccarsi dalla società piuttosto che vivere una vita difficile in un mondo "civilizzato".

#### Scontro con la polizia di Hope
Nel primo film, Rambo vaga per gli Stati Uniti come un vagabondo poiché ha molte difficoltà a reinserirsi nella società (probabilmente dopo aver perso un lavoro come parcheggiatore a causa dello scarso rendimento). Arrivato nella cittadina di Hope (fittiziamente ubicata nello stato di Washington, mentre nella realtà si trova nella Columbia Britannica, Canada, pochi chilometri a est di Vancouver), cerca un suo amico, Delmore Barry, e scopre che questi è morto di cancro per esposizione all'Agente Arancio.
Decide così di cercare un lavoro temporaneo e un pasto nella cittadina. Qui incontra lo sceriffo Will Teasle il quale gli dice chiaramente che non vede di buon occhio la presenza di un vagabondo come lui nella sua cittadina, così lo accompagna al confine della città e lo indirizza verso quella seguente.
Nonostante gli avvertimenti minacciosi dello sceriffo, Rambo decide di tornare a Hope, pensando di non aver fatto nulla di male, ma Teasle abusando del suo potere lo arresta per vagabondaggio. Dopo l'arresto il vice sceriffo Galt e i poliziotti della stazione locale lo maltrattano e lo umiliano, fino a che Rambo preso dalla collera perde la pazienza (poiché quel trattamento gli fa tornare in mente le torture sopportate in Vietnam) e riesce a sopraffare con la forza le guardie, dopodiché evade dalla stazione e si rifugia nelle foreste sulle montagne nei pressi della città.
La polizia si mette subito al suo inseguimento, ma Rambo riesce a non farsi catturare grazie al suo addestramento e alle trappole da lui costruite per ostacolare i suoi inseguitori. Viene così chiamato il Col. Samuel Trautman, suo comandante in Vietnam, che parlandogli alla radio, cerca di convincerlo ad arrendersi, ma Rambo si rifiuta. Il giorno dopo, viene di nuovo individuato e circondato nei pressi di una miniera in disuso dove, per fuggire, è costretto a entrare restando intrappolato nella fitta rete di cunicoli.
Mentre i militari al suo inseguimento lo credono morto, Rambo riesce a uscire dalla miniera e a rubare un camion militare carico di M-60. Arrivato in città, fa esplodere una pompa di benzina e intrufolatosi nella centrale di polizia riesce anche a colpire Teasle, senza però ucciderlo. Trautman arrivato in quel momento lo convince poi a consegnarsi alla polizia.

### Ritorno in Vietnam
Rambo sta scontando la pena in un penitenziario, quando viene incaricato da Trautman di ritornare in Vietnam per cercare i prigionieri statunitensi rimanenti. Il capo della missione, Marshall Murdock, agente CIA che fa il doppiogioco, ordina a Rambo di portare solo delle foto per dimostrare che non ci sono più prigionieri.
Arrivato in Vietnam, incontra Co Bao, una vietnamita ribelle che gli è stata data come partner. Trovato
un campo di prigionia, riesce a salvare un prigioniero, ma quando Murdock lo scopre, annulla la missione e lascia Rambo nelle mani dei soldati vietnamiti e sovietici, che sono alleati.
Intrappolato nel campo, viene però aiutato a fuggire da Co che si è intrufolata nel campo. Successivamente se ne innamora e le promette di portarla con sé quando tornerà in America.
Ma in un agguato dei soldati nemici, Co resta uccisa, scatenando così la rabbia di Rambo.
Così l'ex berretto verde affronta i soldati nemici, libera i prigionieri e li porta in salvo. Alla fine decide di non tornare in America e di rimanere a vivere in Asia.

### La missione in Afghanistan
Rambo ora vive in Thailandia, dove aiuta dei Monaci buddhisti a restaurare il loro monastero, partecipando a degli incontri di lotta per vincere somme che poi dona ai monaci.
Un giorno riceve la visita di Trautman, che gli chiede di partecipare a una missione in Afghanistan per fornire ai Mujahideen delle armi per combattere contro gli occupanti sovietici, ma Rambo rifiuta.
Dopo che però Trautman viene catturato dai russi, Rambo decide di partecipare alla missione e arriva in Pakistan dove si allea con un gruppo di ribelli. Dopo un primo tentativo fallito di liberare Trautman, Rambo riesce a farlo uscire dalla base sovietica e scappano su un elicottero che però poco dopo viene fermato da un'avaria.
Dopo uno scontro in una grotta con i russi, vengono circondati dai nemici, ma i mujahideen arrivano ad aiutarli. Alla fine Rambo riesce a uccidere il comandante dei sovietici, Zaysen, speronando il suo elicottero con un carro armato, così da sconfiggere definitivamente, grazie anche all'aiuto dei nuovi alleati, i nemici.

### Anni dopo
John lavora ora su un battello sul fiume Salween, al confine tra la Thailandia e la Birmania, dove infuria un conflitto da molti anni. Un giorno dei volontari di missioni umanitarie gli chiedono di poterli accompagnare sul fiume per portare aiuti umanitari, poiché sarebbe troppo pericoloso attraversare la strada a piedi per via delle mine antiuomo.
All'inizio riluttante, successivamente decide di accompagnarli in un posto prestabilito. Tempo dopo, viene a sapere che i missionari sono stati catturati e sono reclusi in un campo militare birmano comandato dal Maggiore Pa Tee Tint e parte alla loro ricerca insieme ad un gruppo di mercenari inglesi (ex operativi SAS), guidati dal rude Lewis, che sono stati pagati per liberarli.
Lui e gli altri escogitano un piano per liberare entro 15 minuti gli ostaggi, che nel campo militare subiscono atroci torture. Così Rambo uccide vari soldati e libera i missionari. Ma l'esercito birmano, scoperti gli ostaggi mancanti, organizza una caccia all'uomo. Rambo, la missionaria Sarah e il giovane mercenario Schoolboy, rimasti indietro durante la fuga dal campo, scapperanno da soli nella giungla, braccati dai soldati birmani che però cattureranno Lewis, il missionario Michael Burnett e gli altri mercenari.
Proprio quando stanno per essere giustiziati, Rambo irrompe con un camion rubato ai soldati e, sparando con una poderosa mitragliatrice, falcia l'esercito birmano, aiutato anche da un gruppo di ribelli Karen appena accorsi, riuscendo così a vincere la battaglia. Alla fine Rambo trova il maggiore Tint, che tenta la fuga, e lo uccide con il machete da lui forgiato prima di partire per la missione.
Il film si conclude con Rambo che fa ritorno alla sua casa natale negli Stati Uniti.

## Caratterizzazione

### Aspetto e personalità
Nel primo film Rambo si presenta come un uomo di media statura, molto robusto; indossa ancora l'uniforme e le sue piastrine di riconoscimento. Dal secondo film in poi mostrerà un aspetto più maturo ed un fisico ancora più muscoloso.
(John Rambo)
 Rambo rispecchia la figura dell'eroe maledetto: ripudia la guerra e la violenza ma non può farne a meno. Per questo vive un conflitto interiore che lo porterà quasi ad impazzire. Rambo soffre tra le altre cose di disturbo post traumatico da stress, e per questo nel primo film reagisce con violenza quando gli uomini di Teasle cercano di fargli la barba, scambiando il rasoio per un coltello che un ufficiale vietcong aveva usato per torturarlo durante la guerra. È però, alla fine, nella versione di Stallone, una persona buona: nel primo film non causa direttamente la morte di nessuna delle forze di polizia nazionali, nel secondo film si impegna a salvare un gruppo di veterani tenuti prigionieri dai Vietcong disobbedendo agli ordini, mentre nel terzo e nel quarto film si batte per liberare un'intera popolazione dalla schiavitù e dalla violenza.

### Equipaggiamento ed abilità
Rambo ha ricevuto il suo addestramento dal colonnello Samuel Trautman. Come operativo delle United States Army Special Forces e del MACVSOG Rambo è altamente addestrato nelle tecniche di guerriglia e di sopravvivenza, soprattutto nei boschi, nelle foreste e nelle giungle dal momento che questo tipo di combattimento occupava circa il 99% delle sue mansioni durante il suo servizio in Vietnam. Rambo ha dato diverse volte dimostrazione delle sue abilità in questo campo, come quando ha tenuto in scacco la polizia di Hope in un bosco, o quando in una giungla del Vietnam ha eliminato diversi operativi Spetsnaz prendendoli di sorpresa.
Rambo è specializzato nell'uso delle armi, essendo riuscito a tener testa, con il solo ausilio di Trautman, ad un piccolo esercito sovietico per molto tempo prima dell'arrivo dei rinforzi, e nel combattimento corpo a corpo, che nel primo film gli ha permesso di mettere ko l'intero personale dell'ufficio dello sceriffo di Hope; ha anche affrontato in diverse occasioni, avversari altamente addestrati sconfiggendoli, come il sergente Yashin (ammanettandolo con la forza ad una macchina per le torture) e Kourov, un mastodontico Specnaz fisicamente molto più forte e imponente di lui; anche nel quarto film, nonostante l'età, ha dimostrato di essere ancora in ottima forma e di possedere una forza fisica fuori dal comune: durante una missione di salvataggio di alcuni missionari catturati dai ribelli è riuscito a strappare la gola di un soldato birmano a mani nude; in un'altra occasione ha decapitato un ufficiale con un unico colpo di machete. Anni dopo, in età ormai avanzata, era abbastanza forte da lacerare la clavicola di un uomo adulto con la pressione delle dita. Tra il secondo ed il terzo film apprende l'arte marziale Silambam in India disputando alcuni combattimenti clandestini; questo gli ha permesso di accrescere le sue già notevoli prestazioni fisiche. In ogni film Rambo utilizza un gran numero di armi (molte volte sottratte ai nemici uccisi): nel primo ad esempio utilizza il fucile Winchester modello 88 del vice-sceriffo Garth, una mitragliatrice M60 ed un fucile d'assalto M16. In ogni film possiede inoltre un pugnale diverso: nei primi tre film utilizza perlopiù coltelli da sopravvivenza con lama seghettata, mentre nell'ultimo un rudimentale machete. Si è dimostrato anche un abilissimo arciere, utilizzando archi compound: nel secondo film utilizza un Hoyt Archery, mentre nel quarto un Martin Cougar II. Nel primo film Trautman afferma che Rambo in Vietnam era il migliore con le armi, col coltello ed a mani nude.

## Concezione e sviluppo
David Morrell ha scelto il nome Rambo per varie ragioni. Lo ha scelto in riferimento a una qualità di mele, chiamate appunto Rambo, presenti in Francia e in Nuova Svezia. Inoltre il nome Rambo è anche un riferimento a Arthur J. Rambo, un soldato che, come il Rambo del romanzo e del film, ha partecipato alla guerra in Vietnam, da cui non è più tornato. David Morrell, infine, ha voluto che la pronuncia ricordasse quella del cognome del poeta Arthur Rimbaud, autore di Una stagione all'inferno, metafora della sofferta esperienza vissuta da Rambo nel romanzo di Morell.
Morrell ha sottolineato nel commento audio del DVD di Rambo che l'ispirazione principale per il personaggio di Rambo è stato l'eroe della seconda guerra mondiale Audie Murphy. Il personaggio di John Rambo creato da Morrell è un ex berretto verde, reduce dalla guerra del Vietnam, che, tornato in patria, viene schernito e umiliato dai suoi compatrioti e alla fine emarginato, tradito, braccato e costretto a combattere e uccidere per sopravvivere. Nel romanzo di Morrell, Rambo, ritornato in patria, non è altro che un personaggio negativo, una sorta di pericoloso assassino psicopatico, che per essere fermato dovrà essere ucciso dal colonnello Trautman che lo aveva addestrato.

### La versione di Stallone
In occasione dell'adattamento cinematografico del 1982 a Sylvester Stallone viene consentito di proporre modifiche alla sceneggiatura del film, per rendere il personaggio di John Rambo più "umano": di carattere violento nel romanzo di Morrell, nel film non causa direttamente la morte di nessuno delle forze di polizia nazionali. I produttori del film hanno infatti fiducia in Stallone dopo il successo di Rocky e Stallone può trasformare così il personaggio sostanzialmente negativo del romanzo in un eroe "buono". L'attore riesce anche a convincere il regista Ted Kotcheff a rigirare il finale del film che prevedeva in origine la morte di Rambo. È questa versione positiva del personaggio di Rambo, creata da Stallone, ad essere entrata a far parte dell'immaginario collettivo: un eroico e imbattibile soldato, meno violento e sanguinario rispetto al romanzo originale e con caratteristiche di umanità che ricordano il personaggio di Rocky Balboa creato dallo stesso Stallone.

## Accoglienza
Il personaggio di John Rambo è stato considerato un possibile candidato per la lista dell’American Film Institute nella classifica dei "100 migliori eroi e antagonisti". Inoltre è stato inserito in diverse liste relative ai più grandi eroi d'azione: nel 2013 Rambo si è classificato al sesto posto nella lista dei primi 50 eroi di film d'azione in "Total Magazine" e, sempre nello stesso anno, Rambo è risultato primo nella classifica di "WatchMojo.com" dei più grandi soldati nella storia del cinema.

## Altri media

### Videogiochi
- In Mortal Kombat 11, nel suo finale Rambo, dopo aver sconfitto Kronika ed essersi impossessato del suo potere, prende in considerazione di eliminare tutte le guerre della storia, a partire dai conflitti dell'antica Roma, declinando poi questa idea per tornare finalmente a casa.